# Odontobuthus tavighiae
Espèce
Odontobuthus tavighiae est une espèce de scorpions de la famille des Buthidae.

## Distribution
Cette espèce est endémique d'Iran. Elle se rencontre dans les provinces d'Hormozgan et de Fars.

## Description
Le mâle holotype mesure 51,2 mm et la femelle paratype 52,5 mm. Odontobuthus tavighiae mesure de 49,8 à 52,5 mm.

## Étymologie
Cette espèce est nommée en l'honneur de Mitra Tavighi.

## Publication originale
- Navidpour, Soleglad, Fet & Kovařík, 2013 : « Scorpions of Iran (Arachnida, Scorpiones). Part IX. Hormozgan Province, with a description of Odontobuthus tavighiae sp. n. (Buthidae). » Euscorpius, no 170, p. 1-29 (texte intégral).